# 보스턴 교향악단

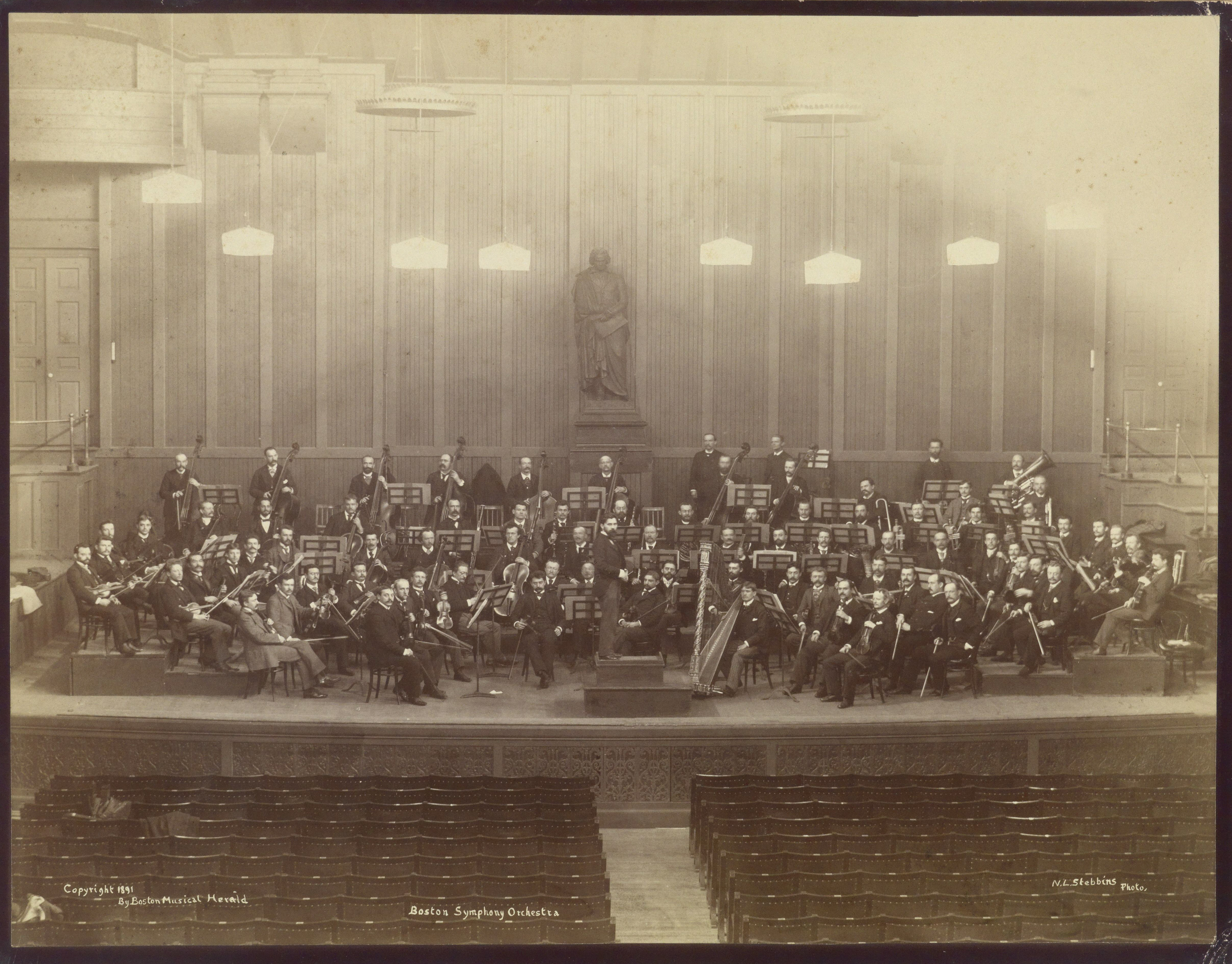

보스턴 교향악단(Boston Symphony Orchestra)은 매사추세츠주의 주도 보스턴을 본거지로 하는 미국의 대표적인 관현악단이다.

## 역사
1881년에 사업가였던 헨리 리 히긴슨이 사비를 들여 창단했으며, 초대 상임 지휘자로는 같은해 10월 22일에 첫 연주회를 지휘했던 영국 출신의 조지 헨셸이 발탁되었다. 헨셸 이후에는 빌헬름 게리케, 아르투르 니키슈, 에밀 파우어, 칼 무크, 막스 피들러 등 독일계 지휘자들이 차례로 상임 지휘자 자리를 맡았으며, 1919년에는 프랑스 출신의 피에르 몽퇴가 부임해 프랑스 음악과 당대의 현대 작품들을 적극적으로 레퍼토리에 추가시켰다.
1924년에 몽퇴의 후임으로 상임 지휘자가 된 세르게이 쿠세비츠키는 전임자들과 달리 25년간 장기 재임하면서 악단을 엄격히 조련했으며, 버르토크의 관현악을 위한 협주곡 등 당대 작곡가들에게 작품을 위촉해 초연하고 라디오 방송 연주회를 정기적으로 갖는 등 활발한 대외 활동으로 악단의 명성을 확립했다. 1930년에는 바이올린 단원을 역임했던 아서 피들러의 지휘로 보스턴 팝스 오케스트라가 발족했고, 지금도 비시즌기에 정기적으로 팝스 콘서트를 개최하고 있다.
1936년에는 레녹스에 기반을 둔 버크셔 음악제의 상주 악단이 되어 여름 시즌에 공연하기 시작했다. 버크셔 음악제는 훗날 탱글우드 음악제로 개칭되어 지금까지 존속하고 있으며, 보스턴 교향악단도 여전히 상주 악단으로 활동하고 있다. 쿠세비츠키의 후임으로는 프랑스 출신의 샤를 뮌슈가 임명되었으며, 뮌슈는 RCA를 중심으로 엑토르 베를리오즈나 클로드 드뷔시, 모리스 라벨 등 프랑스 관현악 작품을 위시한 대량의 음반을 취입했다.
뮌슈 이후에는 에리히 라인스도르프와 윌리엄 스타인버그가 상임 지휘자를 역임했고, 1973년에는 역대 최초의 아시아인 상임 지휘자로 오자와 세이지를 초빙했다. 오자와는 29년간 직책을 역임해 악단 사상 최장 재직 기록을 갱신했고, 2004년에 사임한 뒤에도 계관 음악 감독의 직함으로 종종 객원 출연하고 있다. 오자와의 후임으로는 제임스 레바인이 첫 미국인 상임 지휘자로 취임해 화제가 되었으며, 현재까지 재임 중이다.

## 상주 공연장과 주요 활동
설립 초기에는 보스턴 음악당을 주요 공연장으로 사용하고 있었으나, 1900년에 신축된 보스턴 심포니 홀로 옮긴 뒤 현재까지 사용하고 있다. 심포니 홀은 미국 뿐 아니라 전 세계 클래식 공연장들 가운데 가장 이상적인 음향 조건을 지닌 곳으로 유명하다.
주요 공연도 심포니 홀에서 개최하고 있으나, 위에 서술한 대로 여름 시즌에는 레녹스의 탱글우드 뮤직 센터에서 음악제 관현악단으로 활동하고 있다. 이 기간에는 젊은 음악 전공생들도 참가해 마스터클래스와 세미나 등의 행사도 열리고 있다. 비시즌기의 보스턴 팝스 오케스트라 활동도 심포니 홀에서 개최하고 있으나, 야외 공연장인 해치 셸에서 공연하는 오픈에어 콘서트도 진행하고 있다. 영화음악도 자국 작품 위주로 녹음하고 있으며, 쉰들러 리스트와 라이언 일병 구하기의 OST 녹음에도 기용되었다. 홀과 인접해 있는 뉴잉글랜드 음악원과도 밀접한 관계를 맺고 있어서, 음악원생들에게 입장권을 할인해 주는 등의 혜택도 부여하고 있다.
녹음은 1917년에 무크의 지휘로 처음 시도했고 이후 쿠세비츠키도 취입했으나, 본격적으로 시작된 것은 뮌슈 재임기였다. 때맞추어 테이프와 스테레오 녹음 기술이 상업화되면서 RCA의 '리빙 스테레오' 로 수많은 양의 LP가 출반되었으며, 이들 LP는 해외에도 수출 혹은 라이선스 제작되어 악단의 유명세를 전 세계로 확대하는 데 크게 기여했다. 뮌슈의 후임자들인 라인스도르프도 RCA에 베토벤 교향곡 전집과 피아노 협주곡 전집(아르투르 루빈슈타인과 협연)을 남겼으며, 스타인버그 재임기에는 독일의 도이체 그라모폰과도 계약을 맺어 스타인버그 자신과 부지휘자였던 마이클 틸슨 토머스가 영어권 음악을 중심으로 음반을 제작했다.
오자와도 도이체 그라모폰과 말러와 레스피기, 스트라빈스키 등의 곡을 녹음했고, 필립스에는 악단 최초로 말러의 교향곡 전곡 녹음을 남기기도 했다. 피들러 지휘의 보스턴 팝스도 RCA와 도이체 그라모폰에 여러 종류의 녹음을 남겼으며, 후임으로 임명된 존 윌리엄스와 키스 록하트도 가벼운 소품이나 영화음악, 팝송 등의 편곡물을 필립스와 RCA 등에 취입하고 있다.
실내악 활동으로는 악단원들이 결성한 실내악단인 '보스턴 심포니 체임버 플레이어스' 가 유명하다.

## 역대 지휘자
- 조지 헨셸 (1881-1884 상임 지휘자)
- 빌헬름 게리케 (1884-1889, 1898-1906 상임 지휘자)
- 아르투르 니키슈 (1889-1893 상임 지휘자)
- 에밀 파우어 (1893-1898 상임 지휘자)
- 칼 무크 (1906-1908, 1912-1918 상임 지휘자)
- 막스 피들러 (1908-1912 상임 지휘자)
- 앙리 라보 (1918-1919 상임 지휘자)
- 피에르 몽퇴 (1919-1924 상임 지휘자)
- 세르게이 쿠세비츠키 (1924-1949 상임 지휘자)
- 샤를 뮌슈 (1949-1962 상임 지휘자)
- 에리히 라인스도르프 (1962-1969 상임 지휘자)
- 윌리엄 스타인버그 (1969-1972 상임 지휘자)
- 마이클 틸슨 토머스 (1969-1974 부지휘자)
- 오자와 세이지 (1973-2002 음악 감독 겸 상임 지휘자. 이후 계관 음악 감독)
- 제임스 레바인 (2004-2011 음악 감독 겸 상임 지휘자)
- 안드리스 넬손스 (2014- 음악 감독 겸 상임 지휘자)[1]

이 밖에도 베르나르트 하이팅크가 명예 지휘자로, 줄리언 쿠에르티와 성시연이 부지휘자로 활동하고 있다.
보스턴 팝스 오케스트라 지휘자는 다음과 같다.
- 아서 피들러 (1930-1979)
- 존 윌리엄스 (1980-1993. 이후 계관 지휘자)
- 키스 록하트 (1993-)